# Баранов, Александр Васильевич
Алекса́ндр Васи́льевич Бара́нов (бел. Аляксандр Васілевіч Баранаў; род. 27 ноября 1974, Минск) — белорусский футболист и тренер.

## Клубная карьера
Профессиональную карьеру начал в 1992 году в клубе «Старые Дороги». За время пребывания в рядах «стародорожцев» пару раз отдавался в аренду в «Зарю» (Языль). В начале 1995 года перешёл в столичный клуб «Смена». В том же году переехал в Россию, где подписал контракт с «Волгарём». Уже в следующем году Баранов вернулся в Беларусь, где стал игроком юного клуба — БАТЭ. Дебют состоялся в первом матче клуба: против волковысской «Смены-01». За 4 года в борисовском клубе, для него успешным стал сезон 1998, где клуб занял второе место в чемпионате, а Баранов забил 9 голов и отдал 5 голевых передач. В следующем сезоне БАТЭ выиграл чемпионат, а Баранов перешёл в российский «Ростсельмаш». Однако в том же году он перебрался в «Локомотив» из Нижнего Новгорода. В 2002 году вновь вернулся на родину, где подписал контракт с «Даридой». Клубу помог выйти в Высшую лигу. С 2003 по 2004 года был игроком новополоцкого «Нафтана». В 2005 году вернулся в БАТЭ, где принял участие в 13 матчах. В следующем году перешёл в «Сморгонь», которому также помог выйти в Высшую лигу. Карьеру игрока завершил, играя в составе «Городеи».

## Достижения
- Чемпион Беларуси: 1999